# 張國璽
張國璽（1545年—？），字君信，號藍田，直隸河間府任丘縣人，民籍，明朝政治人物。

## 生平
萬曆四年（1576年）丙子科順天府鄉試第一百三十五名，萬曆五年（1577年）聯捷丁丑科會試第一百八十名，登三甲第九十七名進士。授山东莱芜县知县，丁憂歸。十一年任山西盂县知县。十三年升兵部主事，历官兵部郎中，二十四年升淮安府知府，加山东按察司副使銜，調山西宁北道兵备副使，二十五年五月调补口北道右参政，二十九年八月升山西按察使，仍分巡口北，三十二年以拾遗去职。

## 家族
曾祖張聰；祖父張紳；父張秉衡。母卜氏。具庆下。兄國璧。弟國瑩。